# Quatre du Texas
Pour plus de détails, voir Fiche technique et Distribution.
Quatre du Texas (Four for Texas) est un film américain réalisé par Robert Aldrich et sorti en 1963.

## Synopsis
Jack Thomas et Joe Jarrett, deux passagers voyageant en diligence, parviennent à repousser  la bande de voleurs du bandit Matson, puis se disputent les 100 000 dollars contenus dans les coffres du véhicule. Jack et Joe seront tour à tour amis et ennemis, accompagnés de deux superbes femmes, Elya et Maxime.

## Fiche technique
- Titre : Quatre du Texas
- Titre original : Four for Texas
- Réalisation : Robert Aldrich, assisté d'Oscar Rudolph
- Scénario : Teddi Sherman, Robert Aldrich
- Costumes : Norma Koch
- Montage : Michael Luciano
- Pays d'origine : États-Unis
- Langue : anglais
- Genre : western, comédie
- Durée :110 minutes
- Date de sortie :
  - États-Unis : 25 décembre 1963
  - France : 18 avril 1964
- Affiche : Michel Landi (France)

## Distribution
- Frank Sinatra (VF : Roger Rudel) : Zackariah Thomas
- Dean Martin (VF : Claude Bertrand) : Joe Jarrett
- Anita Ekberg (VF : Claire Guibert) : Elya Carlson
- Ursula Andress (VF : Michèle Montel) : Maxine Richter
- Charles Bronson (VF : Serge Sauvion) : Matson
- Victor Buono (VF : Jacques Dynam) : Harvey Burden
- Mike Mazurki : Chad, le garde du corps
- Jack Elam (VF : Raymond Loyer) : Dobie
- Richard Jaeckel : Pete Mancini
- Virginia Christine : Brunhilde, la servante d'Elya
- Fritz Feld : Fritz, maître-d'hôtel à l'Orlando
- Grady Sutton : L'employé de banque
- Paul Langton : Beauregard
- Maidie Norman : la servante de Burden
- Mario Siletti : Bedoni
- Edric Connor : Prince George
- Barbara Payton (non créditée) : une citoyenne

### Revue de presse
- Claude Miller, « 4 du Texas », Téléciné, no 116, Paris, Fédération des Loisirs et Culture Cinématographique (FLECC), mai-juin 1964,  (ISSN 0049-3287)